# Euxanthe
Genre
Euxanthe est un genre d'insectes lépidoptères de la famille des Nymphalidae et de la sous-famille des Charaxinae qui résident en Afrique.

## Liste des espèces
- Euxanthe crossleyi (Ward, 1871)
- Euxanthe eurinome (Cramer, [1775])
- Euxanthe madagascariensis (Lucas, 1843)
- Euxanthe tiberius Grose-Smith, 1889
- Euxanthe trajanus (Ward, 1871)
- Euxanthe wakefieldi (Ward, 1873)

## Source
- « Euxanthe », sur funet.fi (consulté le 7 juillet 2012)